# Yle Teema & Fem
Yle Teema & Fem är den finländska rundradion Yles TV-kanal. Den startade den 24 april 2017 och ersatte Yle Fem och Yle Teema.